# Колишні визвольні рухи південної Африки

Символ солідарності та підтримки

Колишні визвольні рухи південної Африки (англ. Former Liberation Movements of Southern Africa, FLMSA) — це об'єднання шести політичних партій, які були залучені до визвольних рухів Південної Африки.

## Члени
| Партія                                        | Скорочення | Країна   |
| --------------------------------------------- | ---------- | -------- |
| Африканський Національний Конгрес             | ANC        | ПАР      |
| Чама Ча Мапіндузі                             | CCM        | Танзанія |
| ФРЕЛІМО                                       | FRELIMO    | Мозамбік |
| Народний рух за визволення Анголи             | MPLA       | Ангола   |
| СВАПО                                         | SWAPO      | Намібія  |
| Зімбабвійський африканський національний союз | ZANU-PF    | Зімбабве |

## Саміти
| # | Місто        | Країна   | дата              |
| - | ------------ | -------- | ----------------- |
| 1 | Йоганесбург  | ПАР      | 25 листопада 2008 |
| 5 | Преторія     | ПАР      | 6-9 березня 2013  |
| 6 | Дар-ес-Салам | Танзанія | Жовтень 2013      |